# بروس أولدفيلد
بروس أولدفيلد (بالإنجليزية: Bruce Oldfield)‏ هو مصمم أزياء بريطاني، ولد في 14 يوليو 1950 في لندن في المملكة المتحدة.

## وصلات خارجية
- الموقع الرسمي
- بروس أولدفيلد على موقع IMDb (الإنجليزية)